# Бедфорд (окръг, Вирджиния)
Окръг Бедфорд (на английски: Bedford County) е окръг в щата Вирджиния, Съединени американски щати. Площта му е 1992 km², а населението - 60 371 души (2000). Административен център е град Бедфорд.